# Caudan
 Caudan  (en bretón Kaodan) es una población y comuna francesa, situada en la región de Bretaña, en el departamento de Morbihan, en el distrito de Lorient y cantón de Pont-Scorff.
En 1909, se formó Lanester a partir de su territorio.

## Demografía
| 3 242                     | 3 619 | 3 450 | 3 496 | 3 018 | 3 374 | 3 059 | 3 954 | 4 069 | 4 755 | 5 167 | 5 478 | 5 707 | 6 458 | 7 279 | 7 670 | 7 999 | 9 011 | 9 646 | 2 487 | 2 393 | 2 376 | 2 396 | 2 317 | 2 141 | 2 536 | 2 665 | 2 686 | 4 764 | 5 819 | 6 674 | 6 744 | 6 825 |
| (Fuente: INSEE y Cassini) |       |       |       |       |       |       |       |       |       |       |       |       |       |       |       |       |       |       |       |       |       |       |       |       |       |       |       |       |       |       |       |       |